# Музей цивилизаций Европы и Средиземноморья
Музей цивилизаций Европы и Средиземноморья (Musée des Civilisations de l'Europe et de la Méditerranée, сокращённо MuCEM) — музей в Марселе, посвящённый жизни и культуре народов Средиземноморья; первый национальный музей Франции, расположенный за пределами Парижа.
Находится у входа в городскую гавань и состоит из современного здания и старинного форта Сен-Жан, соединённых воздушным мостом. Первый камень нового здания был заложен в 2009 году министром культуры Франции Фредерико Миттераном. Музей был открыт 7 июня 2013 года — в год, когда Марсель был культурной столицей Европы.

## Галерея

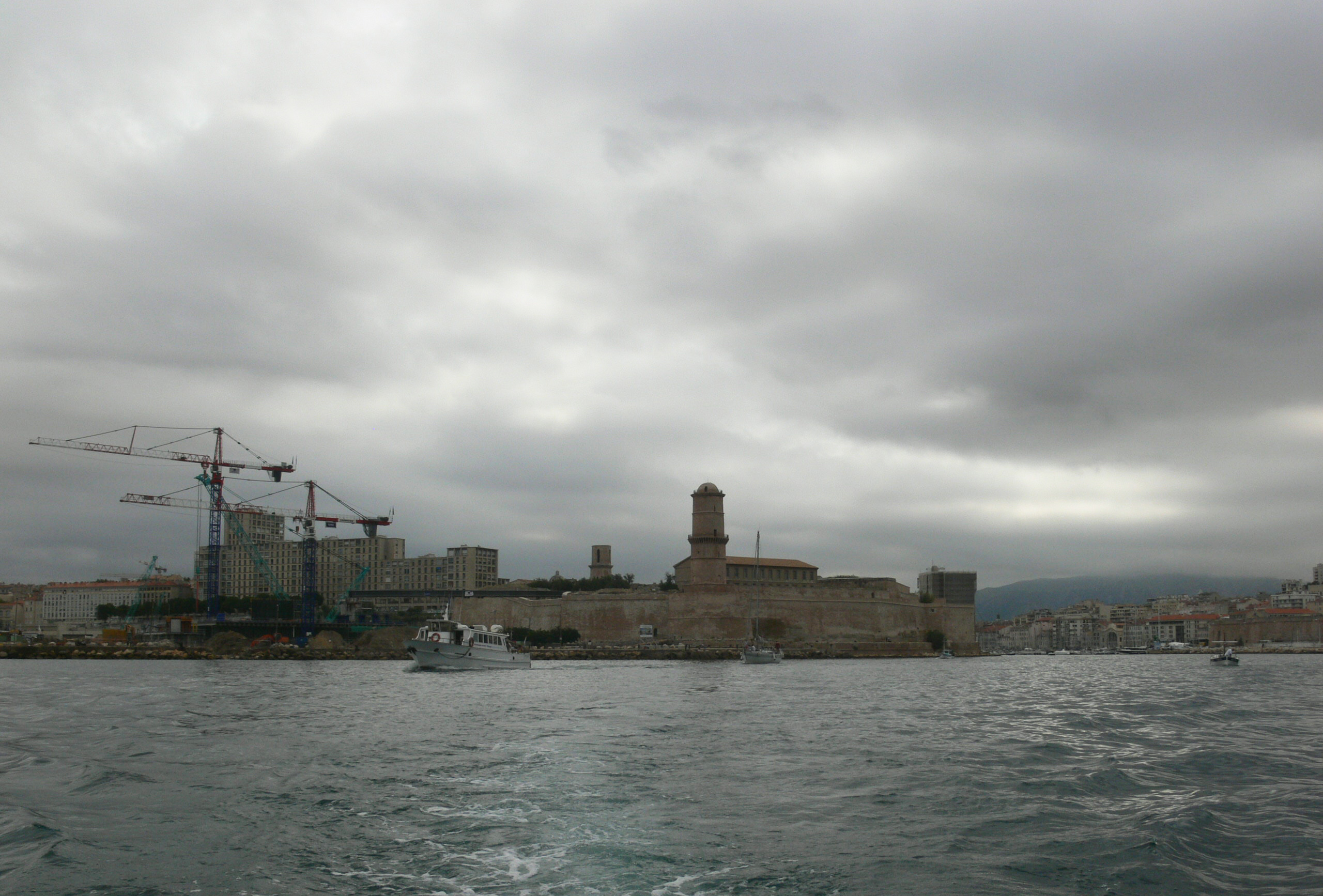
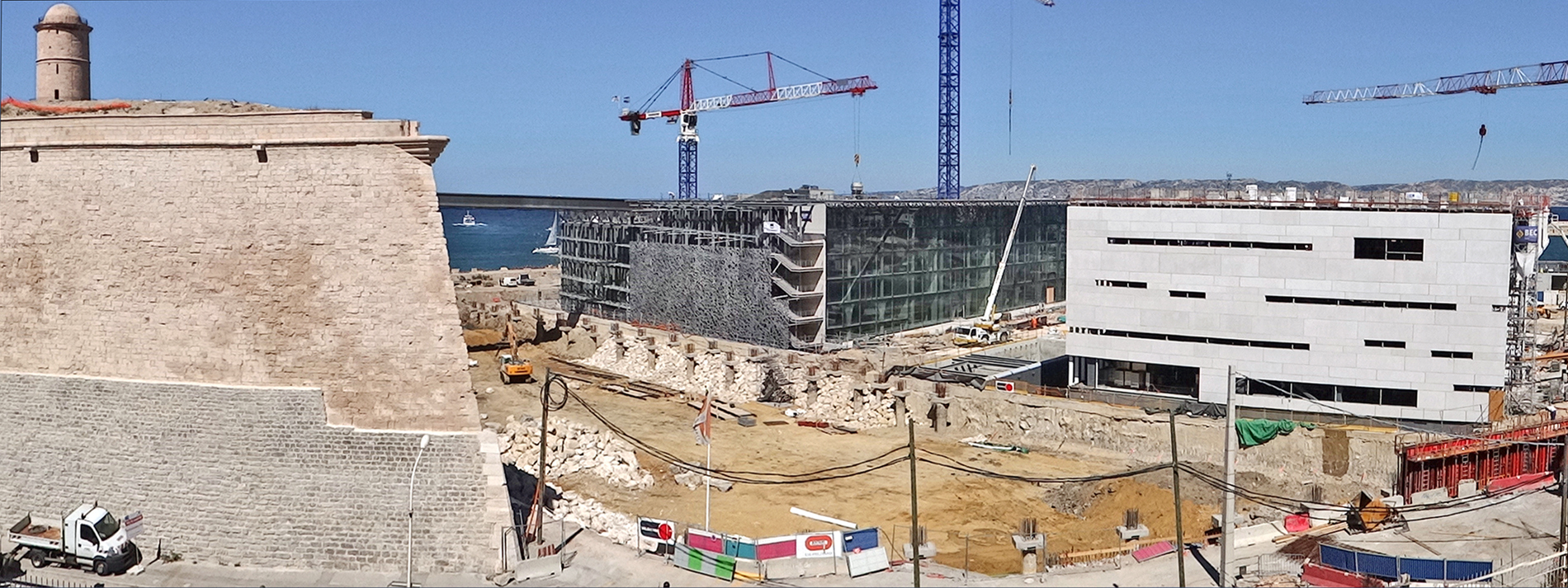
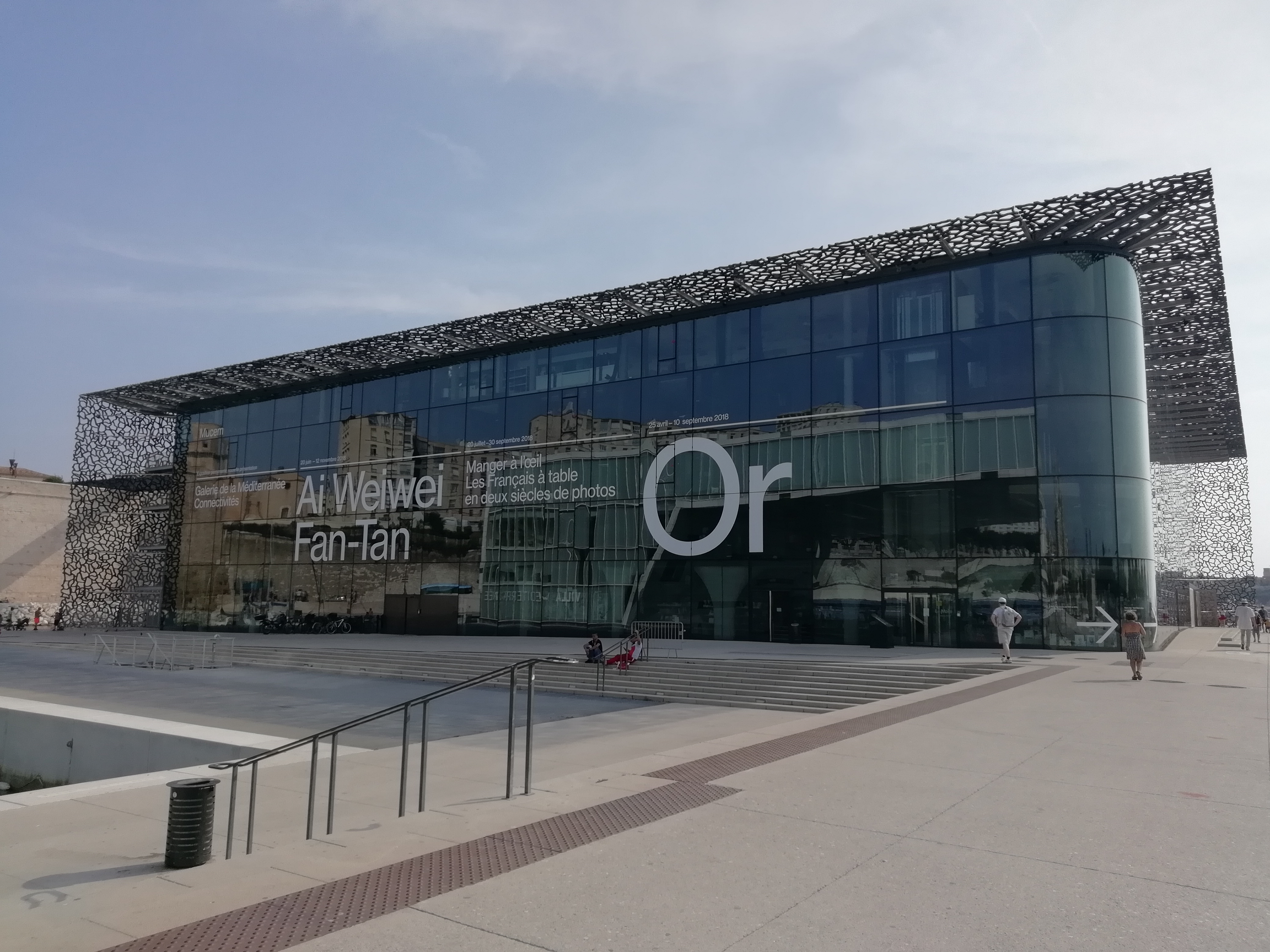
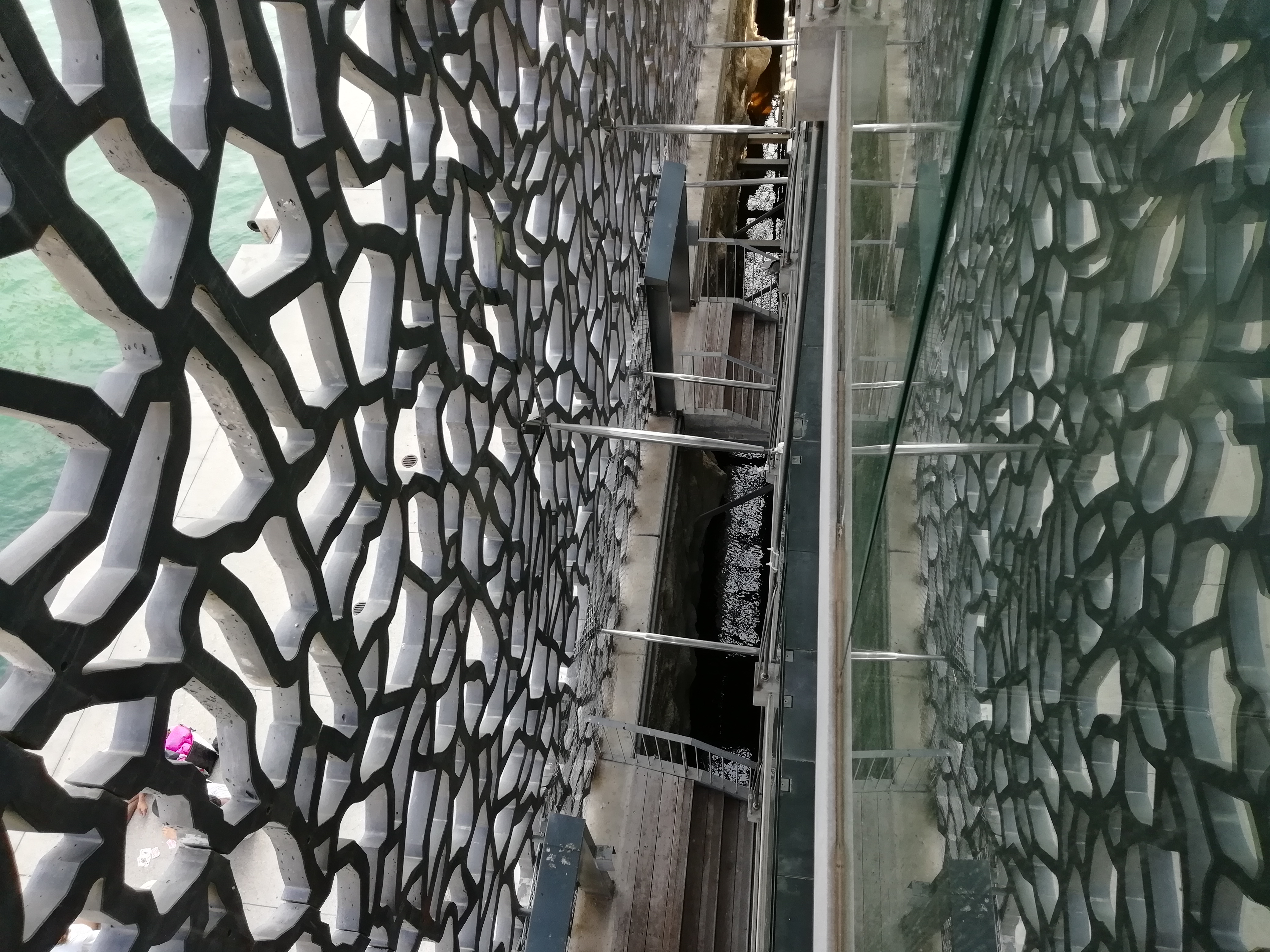
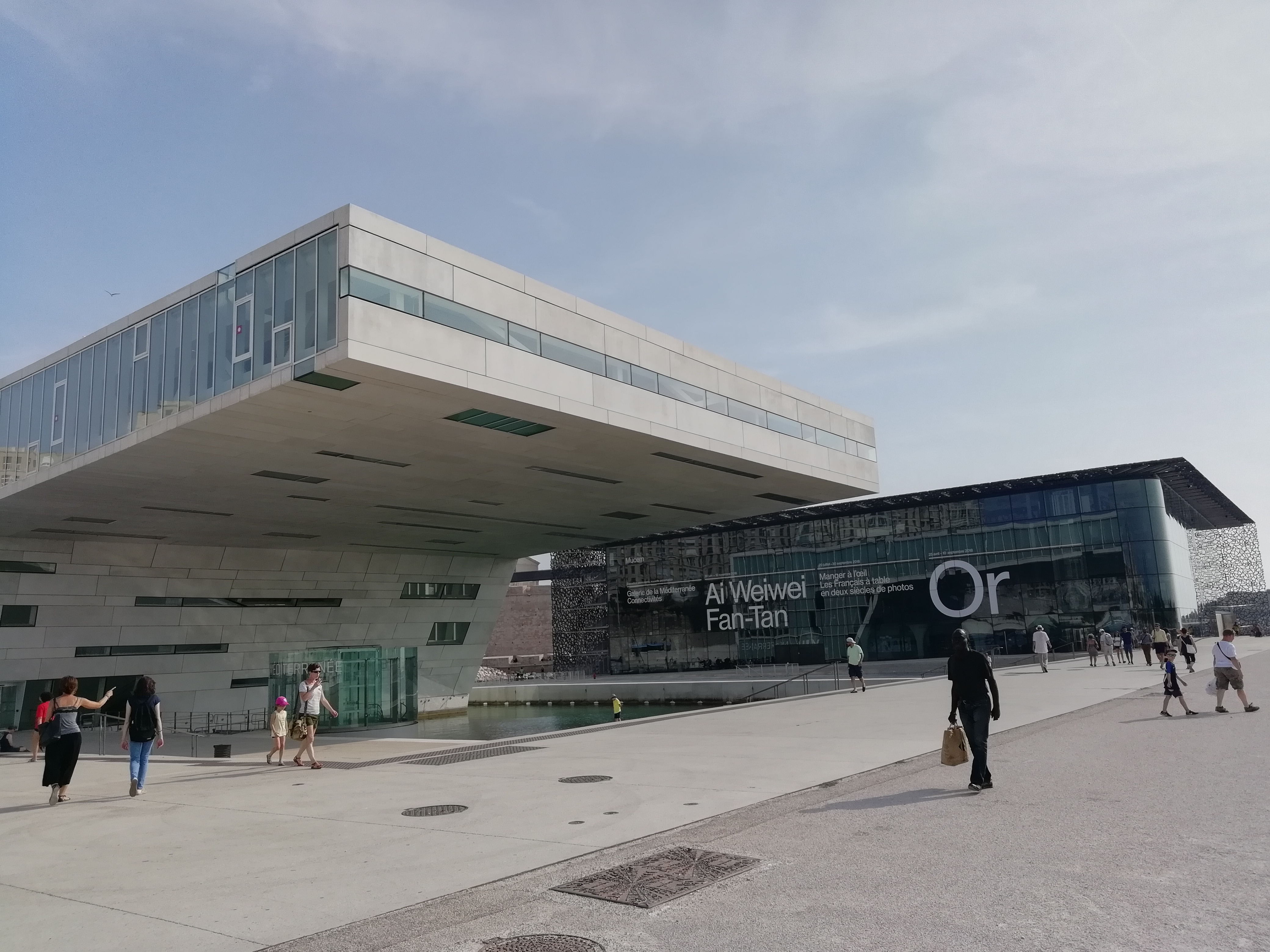